# Giulia Galtarossa
Giulia Galtarossa (Padova, 28 maggio 1991) è una ginnasta italiana.
È cresciuta nella società Ardor di Padova e nel 2009 è entrata a far parte della squadra nazionale di ginnastica ritmica conquistando due titoli mondiali (Mie 2009 e Mosca 2010).
Dal 2013 è assistente di Emanuela Maccarani.
È comparsa più volte anche nel piccolo schermo, al 61º Festival di Sanremo e il 23 febbraio 2010 nel programma televisivo Zelig, esibendosi in una coreografia di ginnastica ritmica con altre compagne della squadra.
Il 30 settembre 2014, a Padova, a Galtarossa viene consegnato il premio "Michelangelo" come migliore atleta padovana dell'anno.